# Christophe Dugarry
Christophe Dugarry (Lormont, 1972. március 24. –) francia válogatott labdarúgó, tagja az 1998-as labdarúgó-világbajnokságot és a 2000-es labdarúgó Európa-bajnokságot megnyerő francia válogatottnak.

## Pályafutása

### Klubcsapataiban
A labdarúgó Bordeaux városában látta meg a napvilágot, s ennek okán a helyi Girondins ificsapatában kezdte pályafutását. Tizenhárom esztendősen már tartományi válogatott tagjaként országos serdülőbajnokságot szerzett. 
A Girondins felnőttcsapatában 1989 májusában mutatkozott be a Cannes csapata elleni mérkőzésen, s ebben ez esztendőben már egy ezüstérmet is ünnepelhetett a csapattal.  A következő idényben azonban egyetlen mérkőzésen sem lépett pályára, de az 1990-91-es pontvadászattól kezdve már alapembernek számított a gárdában. Egy szezont a másodosztályban kellett eltöltenie a csapattal, de a Girondins visszajutott, s innentől kezdve Dugarry az élvonal egyik legjobb csatárává vált. Ebben az időben kötött szoros barátságot Zinédine Zidane-nal. Kiváló teljesítményének köszönhetően 1994-ben bemutatkozhatott a francia válogatottban is, ahol hosszú időre alapemberré vált. 
1996-ban a Bordeaux-val bejutott az UEFA-kupa döntőjébe. Érdekesség, hogy az elődöntőben két gólt rúgott az AC Milannak. Talán ennek a két gólnak köszönhetően a milánói klub megvásárolta a francia játékost, de Dugarry nem igazán tudott beilleszkedni a csapatba, mivel 21 összecsapáson mindössze 5-ször volt eredményes.
Rövid barcelonai kitérőt követően 1998-ban visszatért Franciaországba, és az Olympique Marseille labdarúgója lett. Marseille-ben nem nagyon kedvelték a szurkolók, sokszor kifütyülték, ezért 1999 decemberében visszatért nevelőegyütteséhez, a Bordeaux-hoz. Az ezt követő években inkább a válogatottal alkotott maradandót, mígnem 2003 januárjában Angliában próbált szerencsét, ahol a Birmingham Cityhez írt alá. Itt sem termett sok babér számára, s 2004-ben továbbállt a katari Qatar SC-hez. 2005-ben azonban váratlanul úgy döntött, hogy befejezi pályafutását.

### A válogatottban
Christian Dugarry egy Ausztrália elleni győztes mérkőzésen mutatkozott be a francia válogatottban 1994. május 26-án. Dugarry 2002-ig összesen 55-ször ölthette magára a francia válogatott mezét, s ez idő alatt 8-szor volt eredményes. 
Kiemelendő, hogy az 1998-as világbajnokságon a gallok első meccsén, Dél-Afrika ellen betalált az ellenfél hálójába, ám ezt követően megsérült. A válogatottal mindent megnyert, amelyről egy labdarúgó valaha is álmodhat. 1998-ban megnyerte a nemzeti csapattal a franciaországi világbajnokságot, 2000-ben az Európa-bajnokságot is.